# Showţ (kommunhuvudort)
Showţ (persiska:شوط, Shoţ) är en kommunhuvudort i Iran.   Den ligger i provinsen Västazarbaijan, i den nordvästra delen av landet, 845 km nordväst om huvudstaden Teheran. Showţ ligger 994 meter över havet och antalet invånare är 25,381.
Terrängen runt Showţ är platt åt nordost, men åt sydväst är den kuperad.Runt Showţ är det ganska glesbefolkat, med 39 invånare per kvadratkilometer. Showţ är det största samhället i trakten. Trakten runt Showţ består i huvudsak av gräsmarker.